# Marcel Renault

Marcel Renault

Marcel Renault (* 14. Mai 1872 in Paris; † 24. Mai 1903 in Angoulême) war ein französischer Automobilkonstrukteur und Automobilrennfahrer.

## Karriere
Zusammen mit seinen Brüdern Louis und Fernand gründete Marcel Renault 1898 die Automobilfirma Renault in Billancourt.
Zu Werbezwecken nahmen Louis und Marcel auch an etlichen Autorennen teil. Zu den größten Erfolgen von Marcel zählte der Sieg beim Rennen Paris–Wien 1902, bei dem er in einem motorisch unterlegenen Fahrzeug siegte.
1903 startete Marcel beim Rennen Paris–Madrid. Das Rennen wurde zum Desaster – neben sieben weiteren Menschen starb auch Marcel Renault bei einem Unfall. Das Rennen wurde in Bordeaux abgebrochen und die Zeit der großen Stadt-zu-Stadt-Rennen war vorbei.
Renault wurde 31 Jahre alt. Er liegt auf dem Cimetière de Passy in Paris begraben.